# 카이 시그반
카이 만네 뵈리에 시그반(스웨덴어: Kai Manne Börje Siegbahn, 1918년 4월 20일 ~ 2007년 7월 20일)은 스웨덴의 물리학자이다.

## 인물
스웨덴 룬드에서 태어나 1944년 스톡홀름 대학교에서 박사학위를 받았고 그의 아버지 만네 시그반 또한 1924년 노벨 물리학상을 수상하였다. 1951년부터 1954년까지 왕립 공과대학교에서 교수로 재직했고, 1954년에서 1984년까지 웁살라 대학교에서 실험물리학 교수로 지냈는데 그의 아버지가 했었던 대표를 맡았다. 1981년에는 레이저 분광학 분야에서의 공로로 니콜라스 블룸베르헨과 아서 레오나드 숄로와 노벨 물리학상을 공동 수상하였다.
시그반은 화학 분석을 위한 전자 분광학(Electron Spectroscopy for Chemical Analysis, 약칭 ESCA) 방법을 개발하여 노벨상을 받았는데 그 방법은 현재 엑스선 광전자분광법(X-ray photoelectron spectroscopy, 약칭 XPS)으로 기술된다. 말년까지 그는 웁살라 대학교의 옹스르롱 연구실에서 과학자로 연구에 참여하였다.

## 출판
분석화학 백과사전(Encyclopedia of Analytical Chemistry)의 초기 편집자 중의 한 사람으로 알려져 있다.